# The Lord of the Rings Online: Siege of Mirkwood
The Lord of the Rings Online: Siege of Mirkwood (Tradução literal: Cerco da Floresta das Trevas) é o segundo pacote de expansão para The Lord of the Rings Online: Shadows of Angmar e foi lançado em 1 de dezembro de 2009 na América do Norte e 3 de dezembro de 2009 na Europa. Ao contrário da primeira expansão, esta edição está disponível apenas via download.
A expansão adicionou a região sul da Floresta das Trevas. O limite máximo do nível dos jogadores foi aumentado para o nível 65, e a expansão incluiu a conclusão do Volume II do enredo épico. Ele também introduziu um novo sistema de confrontos em instâncias repetíveis, randomizados e escalonáveis, que podem ser acessados de qualquer lugar do mundo do jogo para 1, 3, 6 e 12 jogadores e novas instâncias privadas para 3, 6 e 12 jogadores que acontecem em Dol Guldur.